# دردار قلنسوي
دردار قلنسوي (الاسم العلمي: Ulmus cucullata) هو نوع نباتي يتبع جنس الدردار من فصيلة الدردارية.